# Leon I. Tračan
Leon I. Tračan, včasih tudi Mesar in Veliki (starogrško Λέων Α' ὁ Θρᾷξ, latinsko Flavivs Valerivs Leo Avgustvs), cesar Vzhodnega rimskega cesarstva, ki je vladal od leta 457 do 474, * 401, † 18. januar 474. 
Rojen je bil v Avrelijanovi Dakiji (Dacia Aureliana) v zgodovinski pokrajini Trakiji,  zato je znan tudi kot Leon Tračan. 
Vzhodnemu rimskem cesarstvu je vladal skoraj dvajset let in se izkazal za sposobnega vladarja. Izvedel je več ambicioznih političnih in vojaških načrtov, ki so bili namenjeni predvsem reševanju propadajočega Zahodnega rimskega cesarstva in ponovnem osvajanju njegovih izgubljenih ozemelj. Bil je prvi cesar, ki je izdajal zakone v grškem in ne latinskem jeziku.
V pravoslavni cerkvi ga častijo kot svetnika, ki goduje 20. januarja.

## Vladanje
Rojen je bil v tračansko-rimski družini kot Leon Marcel. Njegovo dačansko poreklo  omenja Kandid Izaver, medtem ko je Ivan Malalas prepričan, da je bil besijskega rodu. Služil je v rimski vojski in se povzpel do položaja comesa. Bil je zadnji v nizu cesarjev, ki jih je na bizantinski dvor posadil Alan Asbar, magister militum bizantinska armade. Asbar je bil prepričan, da bo Leon njegov marionetni vladar, on pa je postajal vedno bolj samostojen, kar je povzročilo velike napetosti in se končalo z Asparjevim umorom. 
Leonovo kronanje je bilo 7. februarja 457. Bil je prvi znani cesar, ki ga je kronal konstantinopelski patriarh. Po prihodu na prestol je poskušal zmanjšati Asparjevo moč, zato se je povezal z Izavrijci in zavezništvo utrdil s poroko svoje hčerke Ariadne z izavrijskim poglavarjem Tarasijem, kasnejšim cesarjem  Zenon. Leta 469 je Aspar poskušal umoriti Tarasija, kar mu je skoraj uspelo. Leta 471 sta novo zaroto proti Leonu načrtovala Aspar in njegov sin Arbadur, zato so na Leonov ukaz oba usmrtili palačni evnuhi.
Leon je precenil svoje sposobnosti in naredil nekaj napak, ki so ogrozile notranji red v cesarstvu. Balkan so zaradi nesoglasij z mladim ostrogotskim vladarjem Teodorikom opustošili Ostrogoti, nekajkrat pa so vpadli tudi Huni. Zaradi pomanjkanja ustreznih oblegovalnih naprav in obzidja, ki ga je obnovil in okrepil Teodozij II., Konstantinopla niso mogli osvojiti.
Spoštovanja vreden vpliv je imel tudi na Zahodno rimsko cesarstvo, kar je razvidno iz  njegovega imenovanja Antemija za cesarja Zahodnega cesarstva leta 467. Svojo politično moč je poskušal utrditi tudi z vojnim pohodom proti Vandalom, ki je zaradi domišljavosti Leonovega svaka Baziliska propadel. Propadli pohod je izčrpal vse človeške in finančne vire cesarstva, saj so zanj potrošili 150.000 funtov zlata in 700 funtov srebra in uporabili 1113 ladij, s katerimi so  prevažali 100.000 mož.  Bizantinci so na pohodu izgubili kar 600 ladij. Vandali so po svoji zmagi prodrli vse do grške obale, potem pa sta Leon in Genzerik  podpisala mirovni sporazum.
Proti koncu vladanja je postal zelo nepriljubljen, predvsem zato, ker je ob nedeljah  odpravil vse necerkvena praznovanja in druge družabne dogodke.
Umrl je 18. januarja 474, star 73 let.

## Družina
Leon je bil poročen z Verino, s katero je imel tri otroke: hčerki Ariadno in Leoncijo  in sina, katerega ime ni znano.
Leoncija je bila zaročena z Asparjevim sinom Julijem Patricijem. Njena zaroka se je razdrla, verjetno po umoru Asparja in njegovega drugega sina Ardaburja leta 471. Leoncija se je zatem poročila z Marcijanom, sinom cesarja Antemija in Marcije Evfemije. Zakonca sta leta 478–479 organizirala upor proti Zenonu in bila po propadlem uporu  izgnana v Izavrijo. 
Leonov sin se je rodil leta 463 in umrl pet mesecev po rojstvu. Sina omenjata ga samo Retorijev horoskop in hagiografija Danijela Stilita.
Gruzijska kronika, zbirka prepisov starih virov  iz 13. stoletja, omenja poroko  Vahtanga I. Iberskega s princeso in hčerko Zenonovega predhodnika  Heleno Bizantinsko. Omenjeni predhodnik je bil morda Leon I., princesa pa njegova tretja hčerka. Cyril Toumanoff je prepoznal dva otroka iz tega zakona:  Mitridata Iberskega in Leona Iberskega, očeta Gvarama I. Iberskega. Njegovi potomci niso znani.